# Scopula gnophosaria
Scopula gnophosaria är en fjärilsart som beskrevs av John Henry Leech 1897. Scopula gnophosaria ingår i släktet Scopula och familjen mätare. Inga underarter finns listade.